# Menophra grisearia
Menophra grisearia là một loài bướm đêm trong họ Geometridae.